# Bunuri mobile din domeniul etnografie clasate în patrimoniul cultural național al României aflate în județul Dâmbovița
Acestă listă conține bunurile mobile din domeniul etnografie clasate în Patrimoniul cultural național al României aflate la momentul clasării în județul Dâmbovița.

## Fond
| Foto | Informații generale | Detalii tehnice | Descriere | Deținător                                                | Legături |
| ---- | ------------------- | --- | --- | -------------------------------------------------------- | -------- |
|      | Scaun               | Datare: mijl. sec. XIX - înc. sec. XX Dimensiuni: H: 84,5 cm Material: lemn; sculptat                                                        | Scaun din lemn sculptat, alcătuit din mai multe piese îmbinate, cu patru picioare, cu spătar sculptat și finisat. | Complexul Național Muzeal „Curtea Domnească”, Târgoviște | Cimec    |
|      | Tronic              | Datare: mijl. sec. XIX - înc. sec. XX Dimensiuni: H: 38,5 cm Material: lemn; sculptat; cioplit                                               | Ladă de zestre din lemn, de formă paralelipipedică, susținută de patru picioare, prevăzută cu capac de închidere, decor geometric stilizat (linii), realizat prin încrustare cu dalta. | Complexul Național Muzeal „Curtea Domnească”, Târgoviște | Cimec    |
|      | Podișor             | Datare: sf. sec. XIX - înc. sec. XX Descoperit: jud. Hunedoara, com. BĂTRÂNA, BĂTRÂNA Dimensiuni: H: 55 cm Material: lemn; cioplit; matlasat | Podișor din lemn, în partea inferioară este alcătuit din două bucăți de scândură prinse în cuie, este prevăzut cu două rafturi. În partea superioară prezintă o agățătoare confecționată din sfoară împletită. Prezintă decor geometric (în partea din față) - linii obținute prin scobirea lemnului. | Complexul Național Muzeal „Curtea Domnească”, Târgoviște | Cimec    |